# 879
879 (DCCCLXXIX) fue un año común comenzado en jueves del calendario juliano, en vigor en aquella fecha.

## Acontecimientos
- Fundación del Monasterio de Santa María de Ripoll.
- El papa Juan VIII reconoce al ducado de Croacia como un estado independiente.
- Fallece Luis II, rey de Francia Occidental, y es sucedido por sus hijos Luis III y Carlomán II.
- El rebelde chino Huang Chao sitia el puerto de Guangzhou y asesina a muchos de sus habitantes entre chinos y extranjeros. La rebelión es sofocada en 884.
- La muerte de Ya'qub-i Laith Saffari permite al califato abasí concentrarse en la rebelión Zanj. Abu'l-Abbas ibn al-Muwaffaq es nombrado para combatir a los Zanj.
- Un sínodo en Constantinopla (nombrado por las iglesias orientales como Cuarto Concilio de Constantinopla) reinstala al patriarca Focio.
- Se completa el Nihon Montoku Tennō Jitsuroku, quinta de las Seis historias nacionales de Japón.

## Nacimientos
- Carlos III de Francia
- Emperatriz Shulü Ping

## Fallecimientos
- Luis II de Francia.
- Riúrik (nacido hacia 830).
- Áed Findliath, rey de Ailech (Irlanda).
- Ya'qub-i Laith Saffari, fundador de la dinastía safárida.
- Princesa Seishi, emperatriz consorte de Japón.